# Hyundai i40
O i40 é um modelo do segmento D da marca sul-coreana Hyundai, desenhado a pensar especialmente nos consumidores europeus, e por isso não tem muitas influências do design asiático. Foi apresentado no Salão Automóvel de Barcelona em 2011. A Hyundai possui um centro de design sediado em Russelsheim, na Alemanha e esse centro foi responsável pelo desenho do modelo.
Na Europa foi comercializado inicialmente numa versão station-wagon (ou perua - português do Brasil) e só depois como sedã.
Obteve 5 estrelas nos testes de segurança da EuroNCAP.

## Galeria

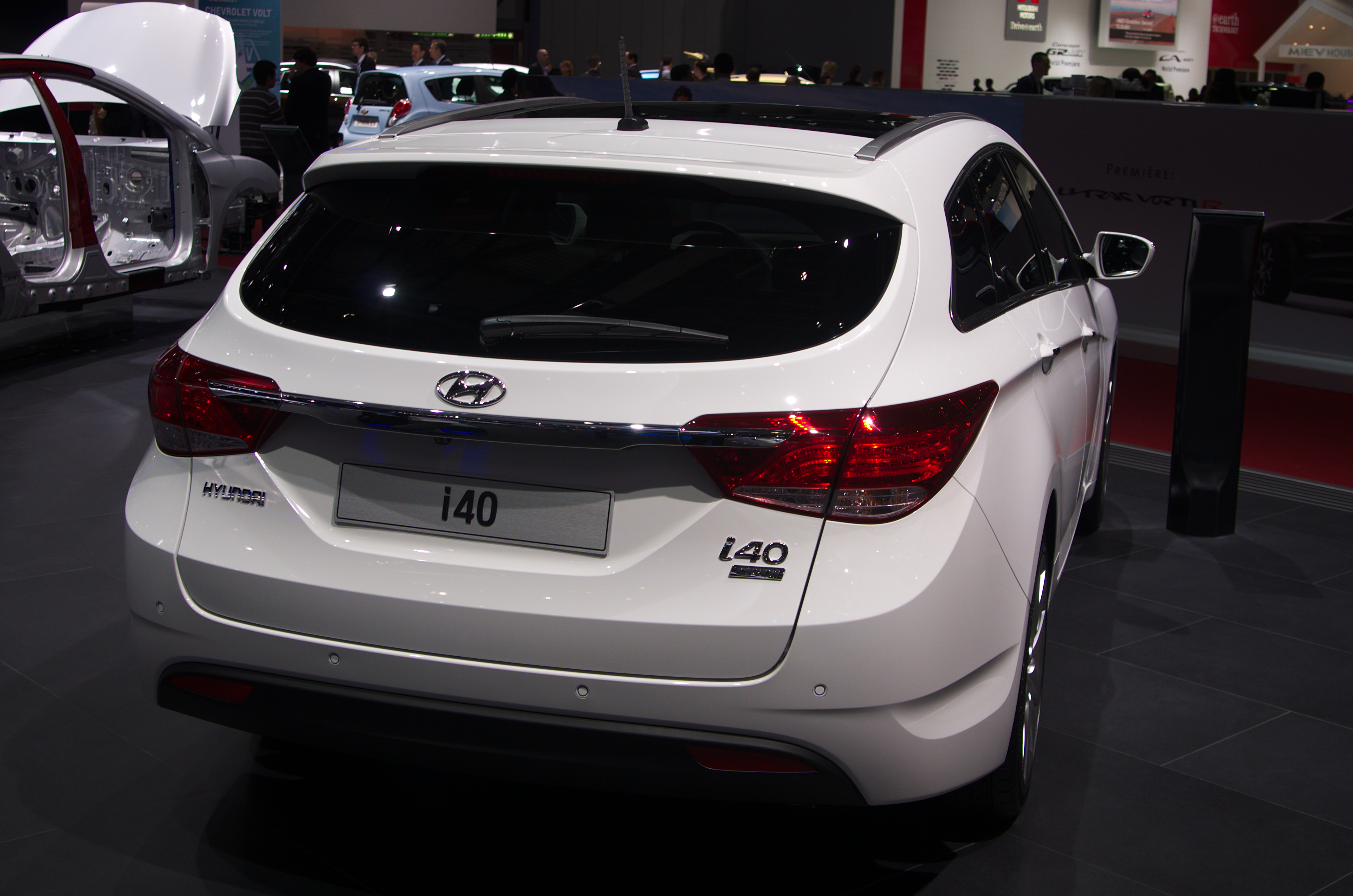
Hyundai i40 (traseira)
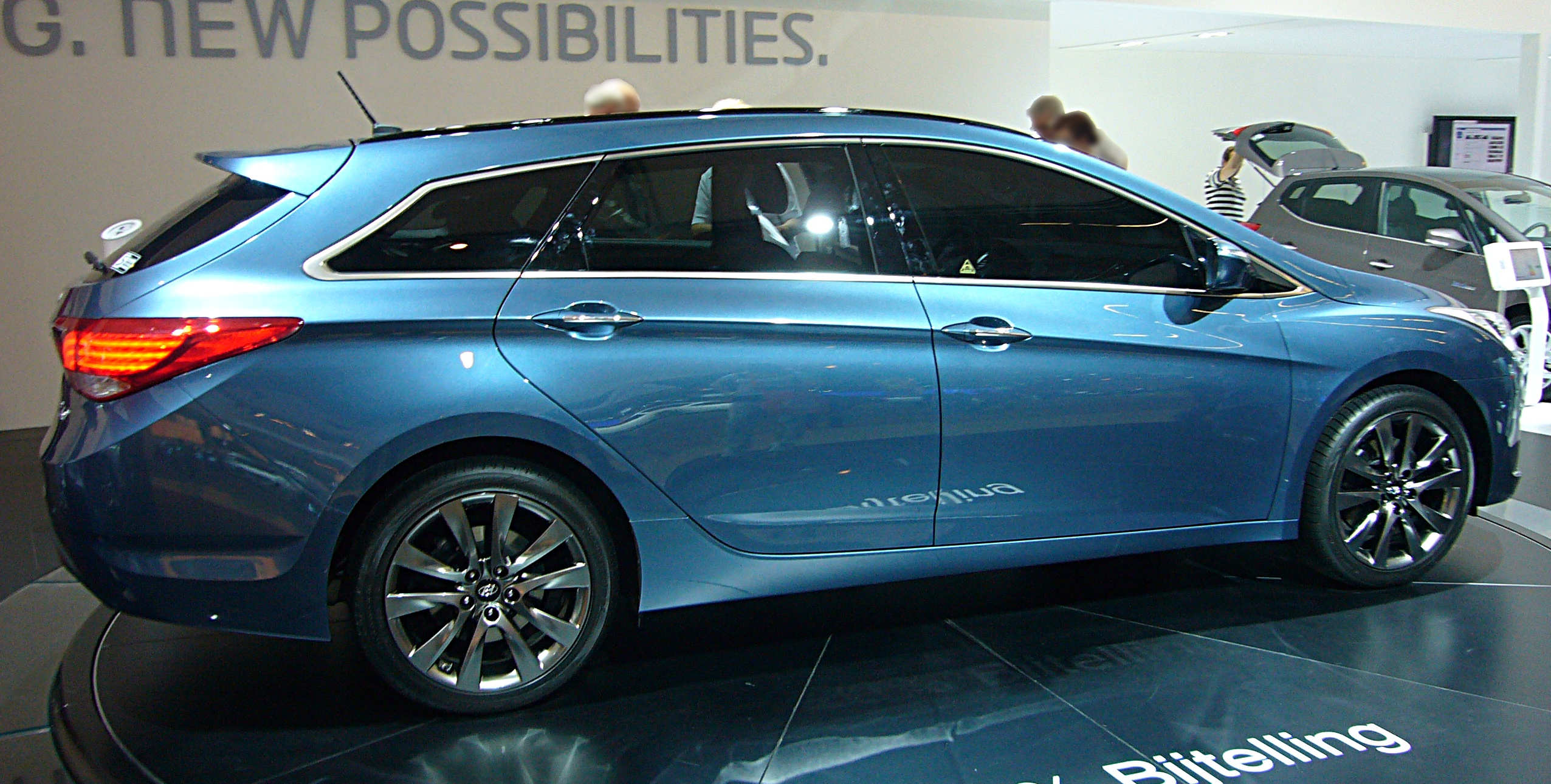
Hyundai i40 (lateral direita)
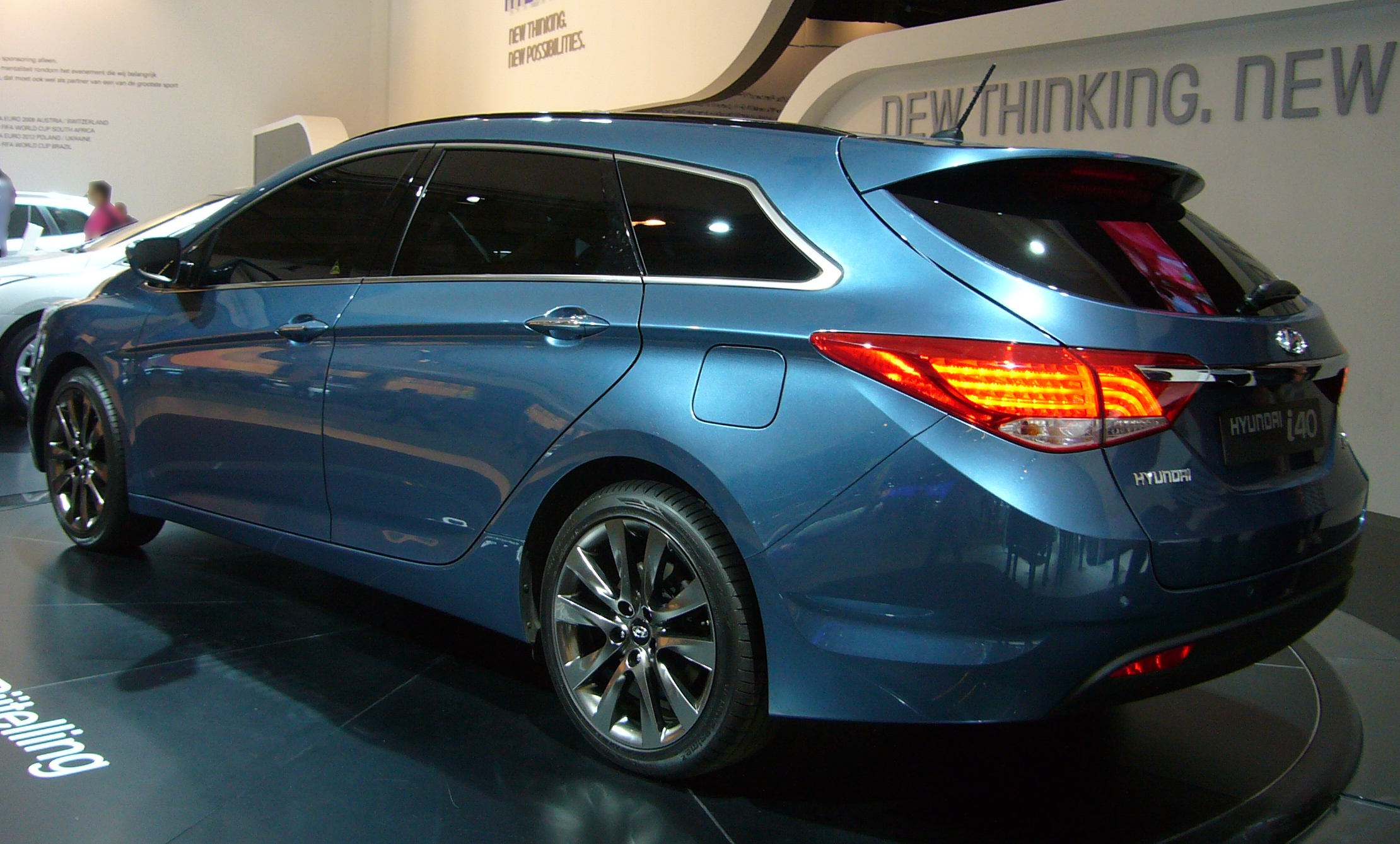
Hyundai i40 (lateral traseira)
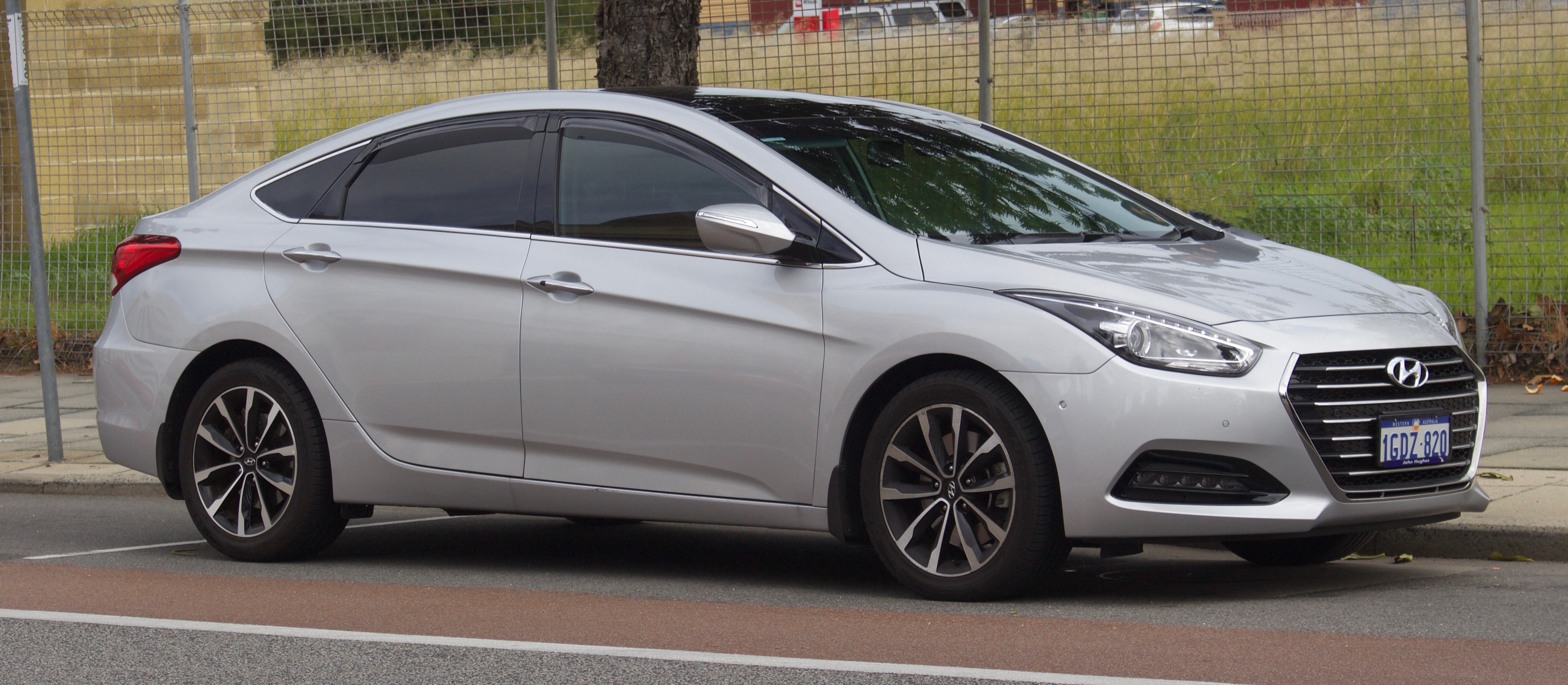
Hyunday i40 sedan